# Priscilla Chan
Priscilla Chan (Braintree, Massachusetts, 1985. február 24. –) amerikai gyermekorvos, filantróp, Mark Zuckerberg, a Facebook közösségi oldal megteremtőjének felesége. 2015 decemberében, gyermekük születésekor Mark Zuckerberg és felesége, Priscilla Chan egy, az újszülött gyermekükhöz, Maxima Chan Zuckergberghez írt levélben tudatták a világgal, hogy a birtokukban lévő Facebook részvények 99 százalékát – mai értéken számolva körülbelül 45 milliárd dollárt – adományozzák jótékonysági célokra. A körülbelül 13 140 milliárdnyi forintot alapítványi célokra szánják.

## Élete
Priscilla Chan a Massachusetts állambeli Braintreeben született, és Boston külvárosában Quincyben nőtt fel. A szülei kínai-vietnami származásúak voltak, akik egy csónakon menekültek el hazájukból és vándoroltak be Amerikába.
Három leánygyermekük közül Priscilla volt a legidősebb, így ő mehetett először főiskolára tanulni. Fiatal korában nagyszüleivel kantoni nyelven beszélt és tolmácsolt nekik. 2003-ban végzett a Quincy High School-ban osztályelsőként.
Ezután a Harvard Egyetemen tanult tovább, 2007-ben szerzett BA diplomát biológiából. Az egyetemen ismerkedett meg Mark Zuckerberggel, a Facebook alapítójával. Kapcsolatuk hamarosan szorosabbá vált, házasságkötésükre 2012. május 19-én került sor. 2015. december 1-jén megszületett kislányuk, Maxima Chan Zuckerberg (Max), akinek 2016. február 8-án a beköszöntő holdújév alkalmával, adtak új nevet. A kisbaba kínai neve ezentúl Chen Mingyu, a Chen édesanyja családi neve, a Mingyu pedig hírnevet jelent.